# Rheems, Pennsylvania
Rheems, Pennsylvania (енгл. Rheems) насељено је место без административног статуса у америчкој савезној држави Пенсилванија.

## Демографија
По попису из 2010. године број становника је 1.598, што је 41 (2,6%) становника више него 2000. године.
| Група             | 2000.         | 2010.         |
| Белци             | 1.512 (97,1%) | 1.531 (95,8%) |
| Афроамериканци    | 4 (0,3%)      | 10 (0,6%)     |
| Азијати           | 7 (0,4%)      | 14 (0,9%)     |
| Хиспаноамериканци | 17 (1,1%)     | 33 (2,1%)     |
| Укупно            | 1.557         | 1.598         |